# British Cypher
British Cypher (auch genannt: British Naval Cypher oder nur Naval Cypher) war der Titel einer Serie von Codebüchern, die die Royal Navy, also die Kriegsmarine des Vereinigten Königreichs, vor und während des Zweiten Weltkriegs zur Geheimhaltung ihrer militärischen Funksprüche verwendete.
Während eines relativ langen Zeitraums gelang dem Marinenachrichtendienst (MND) innerhalb der Seekriegsleitung (Skl) der deutschen Kriegsmarine hier einer seiner wenigen kryptanalytischen Erfolge gegen die Alliierten. Er konnte die damit verschlüsselten Funksprüche entziffern und die daraus gewonnenen Erkenntnisse für den U‑Boot-Krieg taktisch nutzen.

## Geschichte
Im Laufe der Kriegsjahre wurde die Cypher (dies ist die damals gebräuchliche und inzwischen veraltete Schreibweise für cipher) mehrfach überarbeitet und es wurden Neufassungen herausgegeben, die die alten Versionen ersetzten.

### British Cypher No. 1
Zu Kriegsbeginn war die British Cypher No. 1 im Einsatz. Dabei handelte es sich um ein Codebuch, bei dem die Geheimtexte aus jeweils vier Ziffern bestanden, also Zahlen zwischen ØØØØ und 9999. Diese wurden anschließend überschlüsselt – eine damals weit verbreitete Methode.
Der deutsche B‑Dienst (Beobachtungsdienst) der Kriegsmarine konnte diese Chiffre von Anfang an „mitlesen“, was der Wehrmacht insbesondere bei der Eroberung Norwegens („Unternehmen Weserübung“) im April 1940 zum Vorteil gereichte, da die Kriegsmarine so stets über ein genaues Lagebild der britischen Admiralität verfügte.

### British Cypher No. 2
Am 20. August 1940 führten die Briten die erste Nachfolgerin ein und nannten sie „No. 2“. Die Deutschen wählten als Decknamen für das neue Verfahren „Köln“. Erst gegen Ende 1940 gelang der erste Einbruch. Ab Februar 1941 konnte wieder vollständig mitgelesen werden. Und dies blieb so fast zwei Jahre lang.

### British Cypher No. 3
Während „No. 2“ noch gültig war, wurde speziell für die alliierten Geleitzüge im Atlantik eine andere Version, die Fassung „No. 3“, eingeführt, die von deutscher Seite den Namen „Frankfurt“ erhielt.
Die Naval Cipher No. 3 wurde sowohl von der US‑Marine als auch von der Royal Navy für ihre Atlantik-Konvois als Combined Naval Cypher gemeinsam genutzt. Von Ende 1941 an bis Mitte 1943 wurde sie nahezu vollständig von der deutschen Kriegsmarine „gelesen“ (im Original: “Combined Naval Cypher No. 3. used by the U. S. Navy and the Royal Navy for Atlantic Convoy operations was read almost 100 per cent by the Germans from the end of 1941 through the middle of 1943.”) Erleichtert wurde der Einbruch auch durch Verfahrensfehler der Anwender. So wurden wortgleiche Klartexte sowohl in No. 2 als auch in No. 3 übermittelt, was den Deutschen nicht verborgen blieb. Sie nutzten diese Geheimtext-Geheimtext-Kompromisse und konnten nach No. 2 auch in No. 3 eindringen. Zum Abstreifen der Überschlüsselung wurden die damals hochmodernen Hollerithmaschinen eingesetzt. Auf diese Weise konnten gegen Ende 1942 rund 80 % der Funksprüche gebrochen werden, jedoch nur etwa 10 % davon ausreichend schnell, um noch von taktischem Wert zu sein.
Dennoch gilt der Einbruch in No. 3 durch den MND als die verheerendste nachrichtendienstliche Niederlage der Alliierten während des Krieges. Ihre Schiffsverluste während dieses Zeitraums waren sechs Mal höher als zu jeder anderen Zeit. Erst am 10. Juni 1943 schöpften die Briten Verdacht: Aus entzifferten Enigma-Funksprüchen zogen sie die richtigen Schlüsse und erkannten, dass No. 3 kompromittiert war. Als Ersatz kam British Cypher No. 5.

### British Cypher No. 4
Noch während des Kampfes um Norwegen kam No. 4 zum Einsatz und zeigte sich ebenfalls als unsicher. Die Deutschen erfuhren hierüber wichtige Details zu alliierten Gegenmaßnahmen, wie etwa Termine zu britischen Landungsversuchen und Informationen zu Aufenthaltsorten britischer und französischer Überwasserfahrzeuge.

### British Cypher No. 5
Das zweiteilige Codebuch enthielt Listen mit Zahlenchiffren, Buchstabenchiffren und  Klartextwörtern, die in drei nebeneinanderliegenden Spalten angeordnet waren. Im Dechiffrierteil des Buchs waren diese alphabetisch nach dem Klartext sortiert. Zur Illustration zeigt die folgende Tabelle einen winzigen Ausschnitt aus dem Beginn dieses Teils:
```
6014  OKITE  A
7431  SOWEX  A
3321  HYLUT  A
5731  NUCOG  A
1032  COXOC  A
6109  OSIVD  Aaland Islands 
6814  REJYB  Aalbeek
0406  BEMAM  Aalborg
5919  OCAZO  Abadan
9582  ZADEX  Abandon-s-ed-ing
4229  KEKOR  Abat-e-es-es-ing
6573  PUPIX  Abbreviate-e-es-ed-ing-ion
```

Man sieht, dass die Verschlüsselung des Buchstabens „A“ homophon geschieht. Er kann hier durch fünf verschiedene Codegruppen ersetzt werden. Dies soll einen Angriff durch Häufigkeitsanalyse erschweren. Für beispielsweise das besonders häufig benötigte Wort „Admirality“ (nicht in diesem Ausschnitt) gab es sogar nicht weniger als zehn Homophone. Ferner enthielt die Buchstabiertafel („Spelling Table“), die dazu diente, nicht aufgeführte Wörter buchstabenweise chiffrieren zu können, nicht nur Codewörter für die 26 Buchstaben des lateinischen Alphabets, sondern auch für sämtliche daraus bildbaren 676 (= 26 × 26) Doppelbuchstaben von AA bis ZZ.
Wie sich nach dem Krieg herausstellte, war No. 5 die einzige British Naval Cypher, die sich als hinreichend robust erwies und sich allen deutschen Entzifferungsversuchen erfolgreich widersetzte. Die Folge war, dass für den MND diese wichtige Nachrichtenquelle zur Atlantikschlacht nach Mitte 1943 nahezu vollständig versiegte.